# Erinacèids
Els erinacèids o erinaceids (Erinaceidae) són una família de mamífers de l'ordre dels eulipotifles. Conté els coneguts eriçons (subfamília Erinaceinae) d'Euràsia i Àfrica, i els gimnurs (subfamília Galericinae) del sud-est asiàtic. Anteriorment, aquesta família era considerada part de l'ordre Insectivora, però aquest ordre és actualment vist com a obsolet per ser polifilètic.

## Característiques
Els Erinaceidae solen tenir una forma semblant a la de les musaranyes, amb morros llargs i cues curtes. Nogensmenys, són bastant més grans que les musaranyes, amb mides que van de 10-15 cm de longitud i 40-60 grams de pes (Hylomys suillus) fins a 26-45 cm i 1-1,4 kg (gimnur gros). Totes les espècies menys una tenen cinc dits a cada pota, en alguns casos amb urpes robustes per cavar, i tenen grans ulls i orelles. Els eriçons tenen pèls convertits en punxes afilades que formen una protecció a les parts superior i lateral del seu cos, mentre que els gimnurs només tenen pèls normals. Totes les espècies tenen glàndules odoríferes, molt més desenvolupades en els gimnurs, que poden alliberar una olor molt forta.
Els Erinaceidae són omnívors, i la major part de la seva dieta consisteix en insectes, cucs de terra, i altres petits invertebrats. També mengen llavors i fruits, i a vegades ous d'ocell o la carronya que es trobin. Les seves dents són afilades i estan adaptades per impalar preses invertebrades.
Els eriçons són nocturns, però els gimnurs no tant, i alguns estan actius durant el dia. Moltes espècies viuen en caus senzills, mentre que d'altres construeixen nius temporals a la superfície amb fulles i herba, o s'amaguen en troncs buits o amagatalls similars. Els Erinaceidae són animals solitaris quan no és l'època d'apallerament, i el pare no juga cap paper en la cria dels nounats.
Les femelles donen a llum després d'un període de gestació de sis o set setmanes. Les cries neixen cegues i sense pèl, tot i que en els eriçons les punxes comencen a aparèixer a les primeres 36 hores després del naixement.

## Evolució
Els erinacèids són un grup relativament primitiu de mamífers placentaris, i han canviat poc des dels seus orígens a l'Eocè. L'«eriçó gegant» (que de fet era un gimnur) Deinogalerix, del Miocè italià, tenia la mida d'un conill gros, i podria haver-se alimentat de vegetals o carronya en lloc d'insectes.